# Miss Liechtenstein
Miss Liechtenstein è un concorso di bellezza femminile che si tiene sporadicamente in Liechtenstein sin dal 1988. La vincitrice del concorso ha la possibilità di rappresentare il proprio paese a Miss Mondo.

## Albo d'oro
| Anno | Vincitrice                |
| ---- | ------------------------- |
| 1988 | Verena Berthold           |
| 1994 | Carmen Foser-Königsdorfer |
| 2007 | Fabienne Walser           |
| 2008 | Stefanie Kaiser           |